# Amanska citadela
Amanska citadela je zgodovinsko mesto v središču mesta Aman v Jordaniji. V arabščini je znana kot Jabal al-Qal'a (جبل القلعة), hrib v obliki črke L je eden od sedmih jabals (grič), ki so prvotno sestavljali Aman. Najdeni so bili dokazi o naseljenosti od keramičnega neolitika.  V njem so živeli različni narodi in kulture vse do Omajadov, nato pa je prišlo obdobje propada in je večji del časa do leta 1878 nekdanje mesto postalo zapuščen kup ruševin, ki so ga sporadično uporabljali beduini in sezonski kmetje. Amanska citadela se kljub tej vrzeli uvršča med najstarejše stalno naseljene kraje na svetu.
Citadela velja za pomembno mesto, saj je imela dolgo zgodovino naselitve mnogih velikih civilizacij. Večina stavb, ki so še vedno vidne, je iz rimskega, bizantinskega in omajadskega obdobja. Glavne zgradbe na kraju so Herkulov tempelj, bizantinska cerkev in palača Omajadov.
Čeprav obzidje obdaja osrčje lokacije, so starodavna obdobja naselitve pokrivala velika območja. Zgodovinske strukture, grobnice, oboki, zidovi in stopnice nimajo sodobnih meja, zato je na tem mestu, pa tudi v okolici in po celotnem Amanu velik arheološki potencial.
Arheologi na tej lokaciji delujejo od 1920-ih, vključno z italijanskimi, britanskimi, francoskimi, španskimi in jordanskimi projekti, vendar velik del Citadele ostaja neizkopan.

## Zgodovina
Izkopavanja so odkrila znake človeške naselitve že v srednji bronasti dobi (1650–1550 pr. n. št.) v obliki grobnice, v kateri je bila lončenina in pečati v obliki skarabejev. V železni dobi se je Citadela imenovala Rabbath-Amon. Napis na citadeli izhaja iz tega obdobja in je primer zgodnjega feničanskega pisanja. Zasedali so jo Asirci, Babilonci in Perzijci. Ko so jo leta 331 pred našim štetjem osvojili Grki, so mesto preimenovali v Filadelfija. V helenističnem obdobju ni bilo veliko arhitekturnih sprememb, vendar lončenina predstavlja dokaz o njihovi zasedbi.  Mesto so okoli leta 30. pr. n. št. zasedli Rimljani, končno pa je leta 661 prineslo muslimansko oblast. Citadela je bila v času Ajubidov v 13. stoletju manj pomembna, vendar je bil v tem obdobju dodana stražarski stolp.
Mošeja v Amanski citadeli je primer zgodnjih mošej, ki so posnemale dvorano apadana v perzijskem slogu; take mošeje so običajno le v Perziji in Iraku.

## Pomembne stavbe
- Rimski Herkulov tempelj
- palača Omajadov
- Omajadski zbiralnik z vodo
- Bizantinska cerkev
- Ajubidski stražni stolp

Herkulov tempelj v citadeli datira v obdobje rimske zasedbe v 2. stoletju našega štetja. 
V obdobju Omajadov (661-750) je bila na Citadeli zgrajena palača, ki je v arabščini znana kot al-Qasr (القصر). Palača Omajadov se je verjetno uporabljala kot upravna zgradba ali uradna rezidenca. Palača temelji na bizantinskem slogu. Na primer, vhodna dvorana je oblikovana v tlorisu grškega križa. Palača je bila morda zgrajena na podlagi obstoječe bizantinske strukture v tej obliki. V tleh ob palači je vkopan ogromen rezervoar za vodo, na drugi strani pa bizantinska cerkev. Vse kar je ostalo od bizantinske cerkve danes so stebri, tloris in nekaj mozaikov.

## Turizem
Ministrstvo za turizem in starine Jordanije je v letih 1995 / 96 v sodelovanju z USAID začelo projekt za ohranitev in obnovo tega najdišča v korist turistov in lokalne skupnosti. Amanska citadela je tudi del Arheološkega muzeja Jordanije, v katerem je zbirka artefaktov s citadele in drugih jordanskih zgodovinskih najdišč.